# غريس باتلر
غريس باتلر (بالإنجليزية: Grace Butler)‏ هي رسامة نيوزيلندية، ولدت في 23 ديسمبر 1886 في إنفركارجل في نيوزيلندا، وتوفيت في 23 نوفمبر 1962 في ويلينغتون في نيوزيلندا.